# Sangaris trifasciata
Sangaris trifasciata là một loài bọ cánh cứng trong họ Cerambycidae.